# 黒田嘉一郎
黒田 嘉一郎（くろだ かいちろう、1905年（明治38年）8月13日 - 1988年（昭和63年）5月13日）は、日本の医学者。息子は徳島大学医学部教授の黒田泰弘。

## 経歴
京城帝国大学を卒業。京城帝国大学助教授、三井産業医学研究所医化学部長を務めた後、1950年に徳島医科大学（現徳島大学）教授、1959年医学部長、1971年徳島文理大学学長を歴任。
1975年に坂口あさと共に第1回徳島県文化賞を受賞。1976年勲三等旭日中綬章受章。徳島ペンクラブや四国文芸協議会では理事や会長を務めた。

## 著書

### 単著
- 『潜在性栄養失調症の研究 血液水分からみた国民栄養』医学書院〈医家叢書 116〉、1952年。
- 『臨床家のための最新生理化学』医学書院、1957年1月。
- 『採血行脚』医学書院、1959年4月。
- 『旅と随想 沖縄紀行』真珠書院〈パール新書〉、1964年4月。
- 『随筆 阿波踊り』真珠書院、1966年7月。
- 『随筆 電光板』真珠書院〈パール新書〉、1968年11月。
- 『血液水分の研究』医学書院、1969年1月。
- 『蔵本雑記』黒田嘉一郎教授定年退職記念会、1971年3月。
- 『阿波雑記』徳島県出版文化協会、1972年12月。
- 『健康管理と栄養』出版、1974年2月。
- 『渭庵雑記』出版、1974年10月。
- 『研究と教育』出版、1975年8月。
- 『木彫師平賀石泉 その人と作品』出版、1976年11月。
- 『随筆 阿波文化』徳島出版、1978年11月。

### 共著
- 黒田嘉一郎・吉川春寿・中尾喜久・脇坂行一編 編『血液化学』朝倉書店、1963年9月。